# Tandvulling

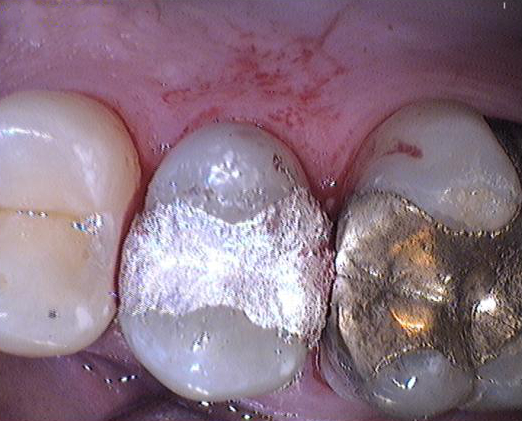

Tandvullingen worden gebruikt om gecarieerde of afgebroken tanden te herstellen.  Wanneer een tand om een of andere reden niet onmiddellijk gevuld kan worden, wordt de tand met een tijdelijk vullingsmateriaal gevuld zoals met een mengsel van zinkoxide en eugenol.  Nadien dient de tand definitief gevuld worden.
Definitieve vullingen kunnen rechtstreeks aangemaakt worden en in de mond geplaatst worden. Vroeger was het enig materiaal bladgoud. Maar nu worden amalgaam en composiet gebruikt.  Amalgaam wordt aangevochten omwille van de kwik die het bevat. Biologische tandartsen gebruiken nooit amalgaam.
Melktanden worden soms met glasionomeercementen gevuld.  In bepaalde gevallen worden ook kunsthars gemodificeerde glasionomeren (compomeren) gebruikt.
Naast deze rechtstreekse methoden bestaan er ook onrechtstreekse methoden waarbij de tandarts na het uitcuretteren van de cariës en het beslijpen van de tand, een afdruk neemt van de mond waarna een tandtechnieker de restauratie (inlay of onlay) in goud, porselein of kunsthars zal maken die de tandarts uiteindelijk in een volgende zitting in de tand zal cementeren of kleven.
Door gebruik van de computer en CAD CAM toepassingen is het nu ook mogelijk om keramische vullingen te maken in één zittijd. Na het beslijpen van de tand zal de tandarts geen afdruk nemen, maar met een mini scanner de juiste gegevens registreren die de computer nodig heeft om een 3D restauratie te tekenen. Nadien stuurt de computer deze gegevens naar een freesmachine, waar de tandrestauratie uit een stukje keramiek gefreesd wordt.  De tandarts zal dan de zo vervaardigde keramische vulling in de tand kleven.